# Takrouna

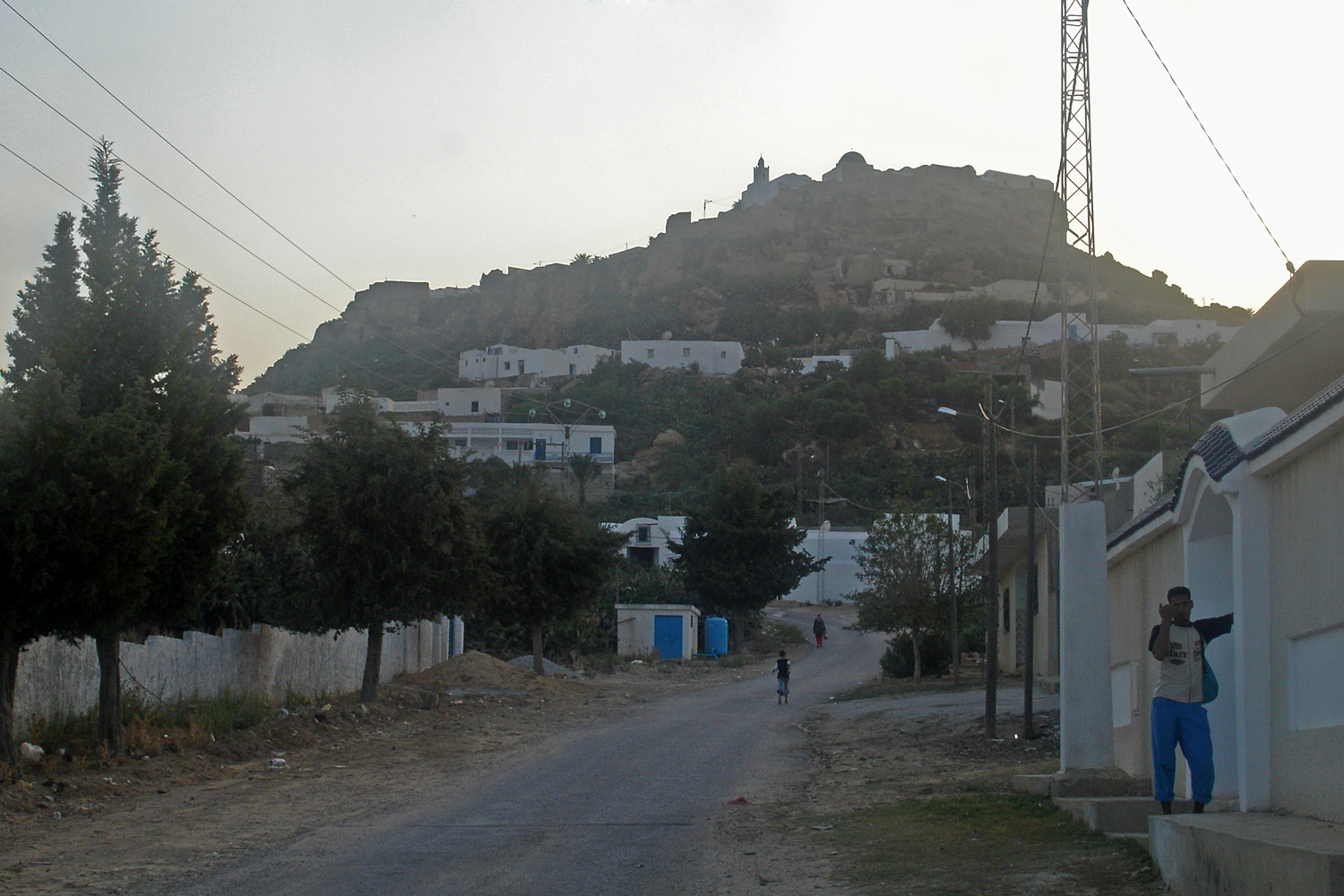
Takrouna

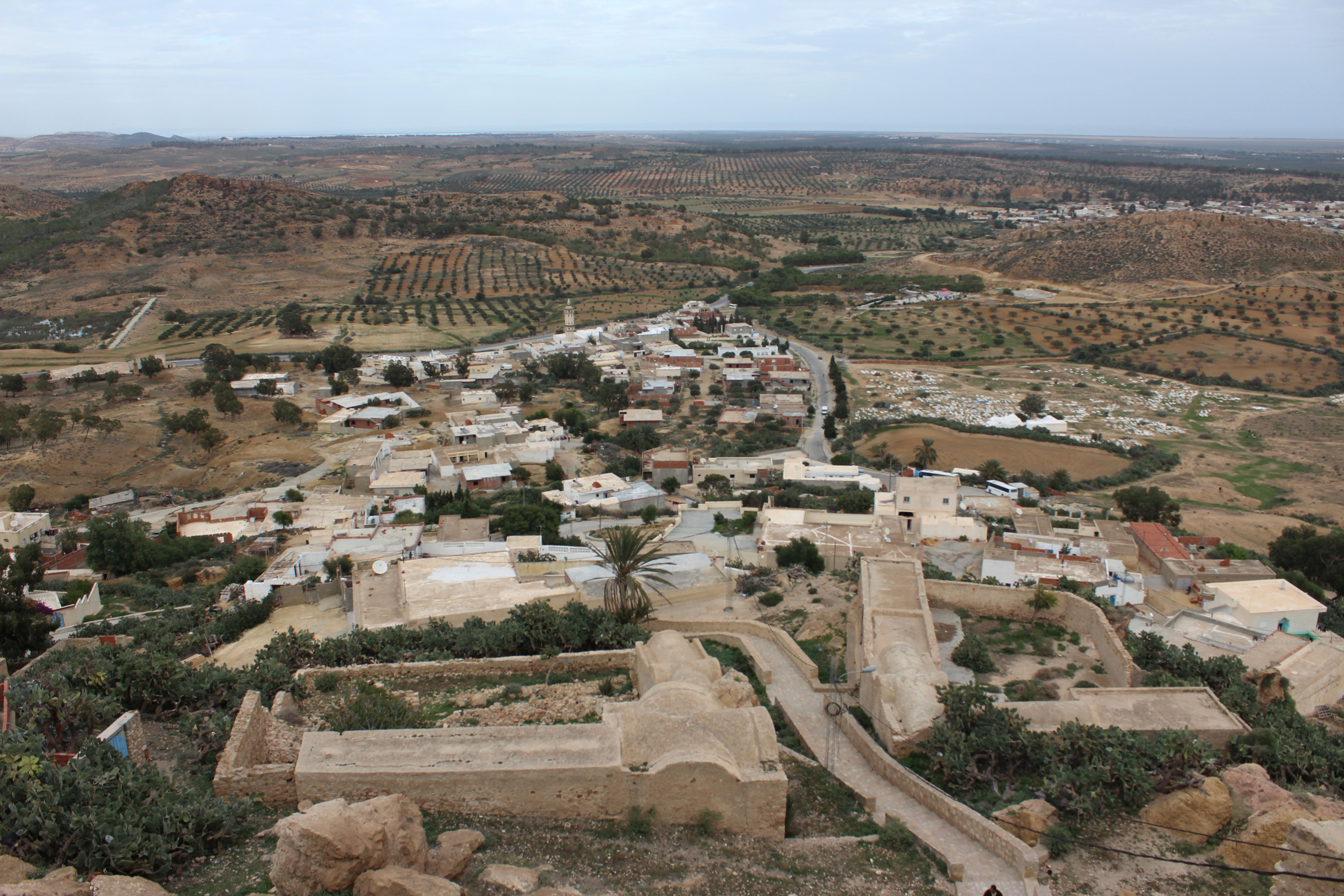
Takrouna 3.

Takruna es una aldea del Sahel, en Túnez. Se encuentra en una colina a una altitud de unos 200 metros sobre el nivel del mar, frente al golfo de Hammamet y las localidades de Hergla y Susa al este, Yebel Zaguán al norte y la llanura de Cairuán al sur.

## Historia
El origen del nombre de la población parece estar en una tribu que emigró a Andalucía en el siglo XIII, cuando la invasió musulmana de España. Tras la expulsión definitiva de estos pueblos por la España cristiana en el año 1609, los descendientes de esos emigrantes originales se establecieron en el pueblo actual.
Durante la Segunda Guerra Mundial el lugar fue uno de los escenarios bélicos en África.

## Demografía
Actualmente los residentes son menos de una decena de familias de origen bereber y una familia de origen andaluz.

## Economía
La economía de la población se basa en la agricultura y la fabricación de alfombras y tejidos de esparto.

## Cine
La película Sabra and the Monster from the Forest, de Habib Mselmani, se rodó en Takrouna.

## Personas ilustres
- Bahri Guiga